# ㅁ
ㅁ(미음)은 한글의 닿소리 중 다섯 번째 글자이다.
현대 한국어에선 입술소리(발음 기관), 콧소리(발음법)이고, 울림소리에 속한다. 국제음성기호에 따르면 양순 비음[ m ]이 된다.
훈민정음에 따르면 ㅁ이 나타내는 소리는 입술소리이고, 입 모습을 본떠서 만들었다고 한다. 같은 입술소리에 속하는 ㅂ, ㅍ은 ㅁ에 획을 더해 만들어졌다고 한다.

## 코드값
| 종류                  | 종류           | 글자 | 유니코드 | HTML     |
| --------------------- | -------------- | ---- | -------- | -------- |
| 한글 호환 자모        | 한글 호환 자모 | ㅁ   | U+3141   | &#12609; |
| 한글 자모 영역        | 첫소리         | ᄆᅠ   | U+1106   | &#4358;  |
| 한글 자모 영역        | 끝소리         | ᅟᅠᆷ   | U+11B7   | &#4535;  |
| 한양 사용자 정의 영역 | 첫소리         |   | U+F7A8   | &#63400; |
| 한양 사용자 정의 영역 | 끝소리         |   | U+F8AA   | &#63658; |
| 반각                  | 반각           | ﾱ    | U+FFB1   | &#65457; |

## 같이 보기
- ㄻ
- 한글